# キュウシュウエゾゼミ
キュウシュウエゾゼミ（学名:Lyristes kyushyuensis）は、カメムシ目、セミ科に分類される昆虫である。和名の通り九州を中心に分布している。

## 生態
主に本州中部以西に分布している。このセミもエゾゼミやアカエゾゼミと同じで、森林性のセミであり、市街地に現れることはまずない。九州では、九重町、竹田市付近の山地や英彦山に生息する。主にスギ林やヒノキ林などの限られた針葉樹や広葉樹林に生息する。また、1000m以上1500m未満の山地にしか生息しない。鳴き声は、エゾゼミと比べて、少し単調に「ギーィ」とエゾゼミ属の特徴の胴体を下にしながら鳴く。また、出現期は、7月中旬~9月中旬に出現する。　　　　